# Spotted Lake
Der Spotted Lake ist ein Sodasee in der kanadischen Provinz British Columbia.

## Lage
Der See gehört zu den endorheischen Gewässern, hat also keinen Abfluss. Er liegt rund 10 km nordwestlich von Osoyoos, am Highway 3, nördlich unweit der Grenze zu den USA.
Der kleine See ist reich an einer Vielzahl von Mineralien, unter anderem Kalzium, Natriumsulfat und Magnesiumsulfat. In den heißen Sommermonaten, in denen ein großer Teil des Wassers in dem See verdunstet, steigt die Konzentration dieser Mineralien und sie werden an verschiedenen Stellen in Form von Pools sichtbar. Den ganzen Sommer über verschieben sich diese hinsichtlich Größe und Farbe. Die Farben reichen von blau über grün bis gelb.
Im Ersten Weltkrieg wurden die Mineralien aus dem See zur Munitionsherstellung verwendet. Dabei wurde jeden Tag bis zu einer Tonne Salz von der Oberfläche des Sees abgebaut. Unter den in der Region Ansässigen heißt es, dass vor der Gewinnung dieser Mineralien der See eine noch größere Vielfalt an Farben zeigte.